# Dobrovoltsy
Dobrovoltsy (russisk: Добровольцы, dansk: Frivillige) er en sovjetisk spillefilm fra 1958 instrueret af Jurij Jegorov. Filmen er baseret på en roman af samme navn skrevet af Jevgenij Dolmatovskij.

## Handling
Filmen foregår i perioden fra 1930'erne til 1950'erne. Tre uadskillelige venner – Kaitanov, Ufimtsev og Akisjin – er frivilliget blevet arbejdere på anlægget af Moskvas metro. Foælmen fortæller også om venskabet mellem tre kvinder: Olja, Masja og Tanja. Filmens hovedtemaer er arbejdssammenhold, spanske frivilligebrigader, 2. verdenskrig og arbejdet i efterkrigstiden. 

## Medvirkende
- Mikhail Uljanov som Nikolaj Kaitanov
- Pjotr Sjjerbakov som Vjatjeslav Ufimtsev
- Leonid Bykov som Aleksej Akisjin
- Elina Bystritskaja som Olga Teplova
- Ljudmila Krylova som Masja Suvorova